# Judi Dench
Dame Judith Olivia Dench CH DBE FRSA (York, 9 de desembre de 1934), generalment coneguda com a Judi Dench, és una actriu anglesa guanyadora de Premis Oscar, Globus d'Or, BAFTA i Tony.

## Biografia
Actriu shakesperiana abans de tot, Judi Dench es va distingir en principi als escenaris, sobretot al si de la Royal Shakespeare Company per a la qual ha interpretat grans papers clàssics, així com personatges moderns i còmics. Elevada al rang de Dame de l'imperi britànic el 1988 per als seus serveis retuts al teatre, Judi Dench també ha destacat a la televisió i el cinema.
L'actriu s'estrena a la pantalla gran el 1964 amb The Third Secret, de Charles Crichton. Aïllada la majoria del temps a segons papers, destaca el 1986 per a la seva interpretació a Una habitació amb vista al costat d'una altra gran figura del teatre britànic, Maggie Smith, que retrobarà uns anys més tard en la comèdia dramàtica de Franco Zeffirelli, Tea with Mussolini.
Tenint un gran interès en la dramatúrgia anglesa, es decanta cap a les adaptacions cinematogràfiques de les peces de Shakespeare. És dirigida per un dels especialistes del gènere, Kenneth Branagh, a Hamlet i Henry V Ironia de la sort, és gràcies a una pel·lícula que evoca la joventut del cèlebre dramaturg, Shakespeare in Love, que s'emportarà l'Oscar a la millor actriu secundària el 1999. Dos anys abans, havia guanyat el BAFTA a la millor actriu per a la seva interpretació d'una altra reina d'Anglaterra, Victòria, dirigida també per John Madden a Mrs. Brown.
Paral·lelament a aquests papers, Judi Dench també va canviar de registre i apareix a partir de 1995 en la sèrie James Bond en el paper del cap dels serveis secrets britànics, " M ". Es deixa també temptar per la ciència-ficció en The Chronicles of Riddick, el 2004, la continuació de Pitch Black.
Des d'aleshores coneguda pels seus personatges de dona gran alhora altiva i maliciosa, Judi Dench enllaça els rodatges. El 2006 té el protagonisme a Mrs. Henderson Presents de Stephen Frears i Ladies in Lavender, on troba una vegada més Maggie Smith.

## Carrera teatral
Al Regne Unit, Judi és considerada com una de les principals actrius britàniques de la postguerra, sobretot gràcies al seu treball al teatre, que ha estat l'activitat principal de la seva carrera.
Judi es va formar a la Central School of Discurs and Drama de Londres i es va estrenar amb Hamlet fent el paper d'Ophelia a Liverpool el 1957.
El 1961, es va unir a la Royal Shakespeare Company i va participar en nombroses representacions amb aquesta tropa a Stratford-upon-Avon i a Londres durant els dos decennis següents, emportant-se diversos premis. És sovint comparada a Maggie Smith, una altra actriu britànica de la mateixa generació.

## James Bond
De 1995 a 2012, interpreta el paper de M a les pel·lícules de James Bond, succeint als seus precedents intèrprets, tots masculins. Una tria que podria estar relacionat amb el fet que l'MI5 britànic (Bond i M són a l'MI6) ha vist per primera vegada, el 1992, arribar al seu cap una dona, Stella Rimington, que l'ha dirigit fins al 1996.

## Filmografia
| Any  | Pel·lícula                                                    | Personatge                      | Notes |
| ---- | ------------------------------------------------------------- | ------------------------------- | --- |
| 1964 | The Third Secret                                              | Miss Humphries                  | |
| 1965 | Four in the Morning                                           | Esposa                          | BAFTA al millor novell en paper principal |
| 1965 | Terror a Whitechapel (A Study in Terror)                      | Sally                           | |
| 1965 | He Who Rides a Tiger                                          | Joanne                          | |
| 1968 | A Midsummer Night's Dream                                     | Titània                         | |
| 1973 | Luther                                                        | Katherine                       | |
| 1974 | Dead Cert                                                     | Laura Davidson                  | |
| 1985 | The Angelic Conversation                                      | (narradora)                     | |
| 1985 | Wetherby                                                      | Marcia Pilborough               | Nominada − BAFTA a la millor actriu secundària |
| 1985 | Una habitació amb vista (A Room with a View)                  | Eleanor Lavish                  | BAFTA a la millor actriu secundària |
| 1987 | La carta final (84 Charing Cross Road)                        | Nora Doel                       | Nominada − BAFTA a la millor actriu secundària |
| 1988 | A Handful of Dust                                             | Mrs. Beaver                     | BAFTA a la millor actriu secundària |
| 1989 | Henry V                                                       | Mistress Quickly                | |
| 1995 | En Jack i la Sarah (Jack and Sarah)                           | Margaret                        | |
| 1995 | GoldenEye                                                     | M                               | |
| 1996 | Hamlet                                                        | Hècuba                          | |
| 1997 | Mrs. Brown                                                    | Reina Victòria                  | BAFTA a la millor actriu Globus d'Or a la millor actriu dramàtica Oscar a la millor actriu                                                         |
| 1997 | Tomorrow Never Dies                                           | M                               | |
| 1998 | Shakespeare in Love                                           | Reina Elisabet                  | Oscar a la millor actriu secundària BAFTA a la millor actriu secundària Nominada − Globus d'Or a la millor actriu secundària                       |
| 1999 | Tea with Mussolini                                            | Arabella                        | |
| 1999 | The World Is Not Enough                                       | M                               | |
| 2000 | The Last of the Blonde Bombshells                             | Elizabeth                       | BAFTA a la millor actriu de televisió |
| 2000 | Chocolat                                                      | Armande Voizin                  | Nominada − Oscar a la millor actriu secundària Nominada − BAFTA a la millor actriu secundària Nominada − Globus d'Or a la millor actriu secundària |
| 2001 | Iris                                                          | Iris Murdoch                    | BAFTA a la millor actriu Nominada − Oscar a la millor actriu Nominada − Globus d'Or a la millor actriu dramàtica                                   |
| 2001 | The Shipping News                                             | Agnis Hamm                      | Nominada − BAFTA a la millor actriu secundària |
| 2002 | La importància de ser franc (The Importance of Being Earnest) | Lady Augusta Bracknell          | |
| 2002 | Die Another Day                                               | M                               | |
| 2004 | Home on the Range                                             | Mrs. Caloway                    | |
| 2004 | The Chronicles of Riddick                                     | Aereon                          | |
| 2004 | L'última primavera (Ladies in Lavender)                       | Ursula Widdington               | |
| 2005 | Pride & Prejudice                                             | Lady Catherine de Bourgh        | |
| 2005 | Mrs. Henderson Presents                                       | Mrs. Laura Henderson            | Nominada − Oscar a la millor actriu Nominada − BAFTA a la millor actriu Nominada − Globus d'Or a la millor actriu musical o còmica                 |
| 2006 | The Magic Roundabout                                          | (narradora)                     | |
| 2006 | Casino Royale                                                 | M                               | |
| 2006 | Notes on a Scandal                                            | Barbara Covett                  | Nominada − Oscar a la millor actriu Nominada − BAFTA a la millor actriu Nominada − Globus d'Or a la millor actriu dramàtica                        |
| 2007 | Go Inside to Greet the Light                                  | (narradora)                     | |
| 2008 | Quantum of Solace                                             | M                               | |
| 2009 | Rage                                                          | Mona Carvell                    | |
| 2009 | Nine                                                          | Liliane La Fleur                | |
| 2011 | Jane Eyre                                                     | Sra. Fairfax                    | |
| 2011 | Pirates of the Caribbean: On Stranger Tides                   | Noble                           | Cameo |
| 2011 | La meva setmana amb Marilyn                                   | Sybil Thorndike                 | |
| 2011 | J. Edgar                                                      | Anna Marie Hoover               | |
| 2011 | The Best Exotic Marigold Hotel                                | Evelyn Greenslade               | |
| 2012 | Skyfall                                                       | M                               | |
| 2012 | Run For Your Wife                                             | Dona gran                       | Cameo |
| 2013 | Philomena                                                     | Philomena Lee                   | Nominada − Oscar a la millor actriu Nominada − BAFTA a la millor actriu Nominada − Globus d'Or a la millor actriu dramàtica                        |
| 2014 | Roald Dahl's Esio Trot                                        | Mrs. Silver                     | |
| 2015 | The Second Best Exotic Marigold Hotel                         | Evelyn Greenslade               | |
| 2015 |                                                               |                                 | |
| 2016 | Miss Peregrine's Home for Peculiar Children                   | Miss Avocet                     | |
| 2016 | Ricard III                                                    | Cecily Neville, Duquesa de York | telefilm |
| 2017 | Tulip Fever                                                   | The Abbess of St. Ursula        | |
| 2017 | Murder on the Orient Express                                  | Princess Dragomiroff            | |
| 2018 | L'espia roja                                                  | Joan Stanley                    | |